# Гевгелийска каза
Гевгелийската каза е каза в Османската империя, част от Солунския санджак на Солунския вилает в началото на XX век. Център на казата е град Гевгели, а нахии са Търновата, Мая Даг и Караджова (Влахо-меглен). Казата е късно създадена от части от Кукушката, Дойранската и бившата Мегленска каза. 
В 1895 година по Османското салнаме Гевгелийската каза има 17 109 души мухамедани и 25 267 немухамедани. Към 1900 година според статистиката на Васил Кънчов („Македония. Етнография и статистика“) казата брои 20 643 българи християни, 14 900 турци, 9430 власи християни, 3500 власи мухамедани, 655 цигани, 187 черкези или общо 49 315 души.
След Балканските войни казата е поделена между Кралство Гърция и Кралство Сърбия.